# Szeszler Tibor
Szeszler Tibor (Budapest, 1919. március 10. – Budapest, 1992. május 4.) magyar oboaművész, főiskolai tanár.

## Életpályája
1937–1942 között a Zeneművészeti Főiskola hallgatójaként Turry Peregrin és Weiner Leó tanítványa volt. 1942-től a Székesfővárosi Zenekarban játszott. 1947-től a Budapesti Fúvósötös alapító tagja volt Jeney Zoltán, Balassa György, Ónozó János és Hara László mellett. 1947–1987 között a Bartók Béla Zeneművészeti Szakközépiskola és a Liszt Ferenc Zeneművészeti Főiskola Zenetanárképző Intézete Budapesti Tagozatának tanára volt. 1952-től a Magyar Állami Hangversenyzenekar oboa szólistája lett. 1987-ben nyugdíjba vonult.
Az évek alatt zenésztársa volt: Otto Klemperer, Carlo Zecchi, Ernest Ansermet, David Fjodorovics Ojsztrah, Fischer Annie, Zubin Mehta, Roberto Benzi, Pau Casals, Leopold Stokowski, Lorin Maazel, Leonyid Boriszovics Kogan, Leonard Bernstein, Kocsis Zoltán, Ránki Dezső és Kurtág György, aki halálakor „Szeszler Tibor emlékezete” című művével búcsúzott tőle.

## Családja
1946–1975 között Göndör Márta (1919–2003) hegedűművész volt a felesége. Két lányuk született: Zsuzsa (1948–) építészmérnök és Anna (1951–) pedagógus.
Temetése a Farkasréti temetőben történt.

## Díjai
- Liszt Ferenc-díj (1954)[6]
- Érdemes művész (1973)